# Inning am Ammersee
Inning là một xã thuộc huyện Starnberg, tỉnh Oberbayern, bang Bayern, Đức, Nó nằm ở giữa bờ phía đông hồ Ammersee và hồ Wörthsee. Làng cùng tên là làng chính của xã.

## Địa lý

### Địa phận
Xã có chính thức 6 làng:
- Arzla
- Bachern am Wörthsee
- Buch am Ammersee
- Inning am Ammersee
- Schlagenhofen
- Stegen

Phần tây nam của hồ Wörthsee và cả đảo Mausinsel thuộc xã Inning.